# Metasclerosoma siculum
Metasclerosoma siculum is een hooiwagen uit de familie Sclerosomatidae.